# وادي السد
وادي السد هو واد صغير يقع بمحاذاة مدينة القطار من ولاية قفصة بالجنوب التونسي، وهو لا يسيل إلا عند نزول الأمطار.